# Taza (cabdill apatxe)
Taza (també Tazi; Tazhe; Tah-ze; Tahzi; Tahzay; Tazhay) (c. 1843 – 26 de setembre de 1876) fou un cabdill apatxe. Fill gran de Cochise, líder del grup local Chihuicahui dels chokonen i cap principal de la banda chokonen dels apatxe chiricahua i la seva esposa Dos-teh-seh (Dos-tes-ey, - “Alguna cosa gairebé cuinada a la foguera”, n. 1838) i germà de Naiche, i net de Mangas Coloradas, líder dels Copper Mines, darrer líder dels grups locals mimbreños de la banda chihenne i principal cap chiricahua.
Va succeir Cochise com a cap dels chiricahua a la seva mort en 1874, dos anys després que el general Howard establís la reserva Chiricahua. El 1876 la tribu fou traslladada de la reserva Chiricahua a la reserva de San Carlos, i en setembre del mateix any Taza encapçalà una delegació d'apatxes que va visitar Washington DC. Allí va contreure una pneumònia i hi va morir el 26 de setembre de 1876, dos anys després de ser nomenat cap. Fou enterrat al Cementiri del Congrés a Washington D.C. La mare de Taza, Dos-teh-seh, el seu germà Naiche, i les seves mitges germanes Dash-den-zhoos i Naithlotonz (Naiche-dos), van viure com a presoners de guerra i marxaren amb els Mescalero.
La pel·lícula de 1954 Taza, Son of Cochise fou dirigida per Douglas Sirk i amb Rock Hudson com a Taza.